# Alain Rochat (football)
Pour les articles homonymes, voir Alain Rochat et Rochat.
Alain Rochat est un footballeur suisse, né le 1er février 1983 à Saint-Jean-sur-Richelieu au Canada, qui évolue au poste de défenseur gauche.

## Carrière en club
Alain Rochat est né au Canada mais il déménage en Suisse à l'âge de deux ans où il commence sa carrière de footballeur professionnel au Yverdon-Sport FC en 1999 avant de s'engager au BSC Young Boys en 2002. Ces bonnes performances avec les Young Boys lui permettent de signer un contrat au Stade rennais en 2005.
Après une saison compliquée en France, il retourne en Suisse pour rejoindre le FC Zurich. Avec ce club il remporte deux fois le championnat de Suisse en 2007 et 2009. En 2010 il atteint avec le FC Zurich les phases de groupes de l'UEFA Champions League, où il affronte dans le groupe C le Real Madrid, l'AC Milan, et l'Olympique de Marseille.

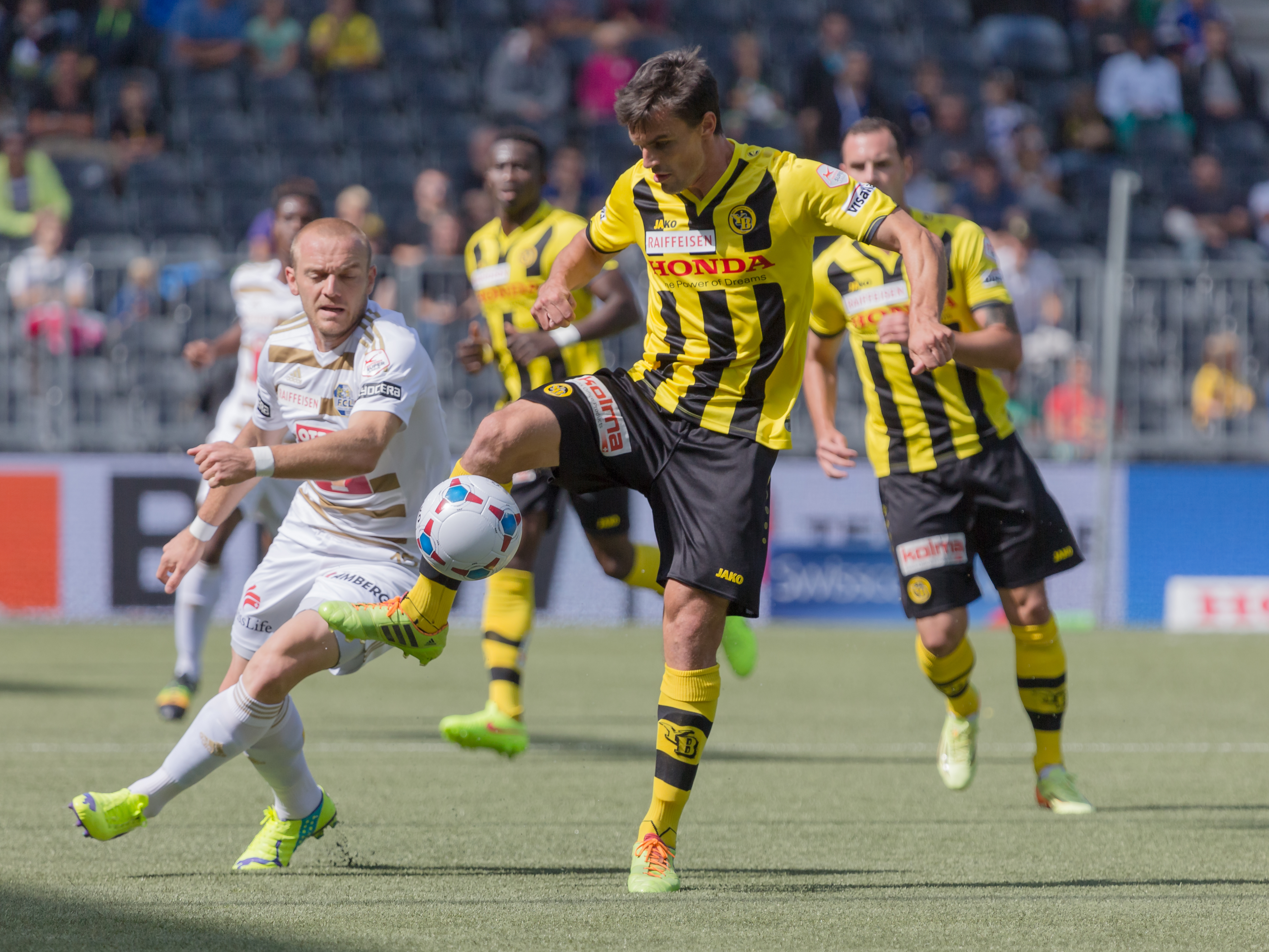
Rochat en 2014.

Au cours de la saison 2010 il signe un contrat avec les Whitecaps de Vancouver, mais il est immédiatement prêté au FC Zurich jusqu'au 21 janvier 2011. Il rejoint les Vancouver Whitecaps en Major League Soccer peu de temps après son retour de prêt. Au cours de la saison 2011, les Whitecaps terminent la saison à la dernière place du classement général, mais au cours de la saison 2012, il passe de sa position habituelle d'arrière gauche au poste de milieu défensif et aide son équipe remporter plus de dix victoires en championnat.
Le 6 juin 2013 il est transféré au DC United le 7 juin 2013 il est échangé contre un second tour de MLS SuperDraft. Il est malheureusement contraint de quitter le club après seulement un mois passé au sein de sa nouvelle équipe.
Après un mois au DC United, il est vendu au BSC Young Boys son ancien club pour un montant de 500 000 dollars.
Il met un terme à sa carrière au terme de la saison 2017-2018, après une ultime expérience avec le FC Lausanne-Sport.

## Carrière internationale
Entre 2002 et 2005, il est sélectionné à 42 reprises par Bernard Challandes dans l’équipe des Titans.
Alain Rochat a fait ses débuts en équipe nationale le 4 juin 2005 contre les îles Féroé et une victoire 3-1 de la Suisse dans le cadre d'un match qualificatif de la zone Europe pour la Coupe du monde de la FIFA 2006 en Allemagne.

## Palmarès
FC Zurich
- Championnat de Suisse (2) :
  - Champion : 2006-2007 et 2008-2009.

BSC Young Boys
- Championnat de Suisse :
  - Vice-champion 2015, 2016.2017